# Тушетский хребет
Туше́тский хребе́т (Пирики́тельский хребе́т; груз. თუშეთის ქედი) — горный хребет, в восточной части Большого Кавказа, на границе Грузии, а также Чечни, Ингушетии и Дагестана. Расположен между верховьями рек Аргун и Андийское Койсу.
Хребет относится к системе Бокового хребта Большого Кавказа, простираясь параллельно более низкому (здесь) Водораздельному хребту. Протяжённость хребта составляет 80 км. Высшая точка — гора Тебулосмта (4493 м). Хребет сложен глинистыми сланцами и песчаниками нижнеюрского возраста. На склонах — альпийские и субальпийские луга. На наиболее высоких массивах имеются ледники.
Хребет назван по имени этнографической группы грузин — тушин.